# Kronohäkte
Kronohäkte var en svensk strafform där den dömde efter dom i domstol fick avtjäna sitt straff. 
Då länsstyrelserna tillkom 1635 skapade man länsfängelser eller länshäkten i de olika residensstäderna. Dessa kvarstod till 1911 då man gjorde om de 15 största anläggningarna till straffängelser. I mitten av 1800-talet benämnde man nybyggda mindre cellfängelser som kronohäkten, även om benämningen i sig är betydligt äldre än så. Kronohäktena låg under landshövdingens tillsyn, en befogenhet som sedan övertogs av länsstyrelserna. Om kronohäktet inte låg i residensstaden var det Kungl. Maj:t som utsåg tillsynsman. 
Ett antal kronohäkten lades ner 1906-1936 och mindre länscellfängelser blev istället kronohäkten, som jämställdes med mindre fängelser. Typiskt låg dessa kronohäkten i städer med ett upptagningsområde som kunde räcka för en anstalt med 30-35 cellplatser. Under 1930-talet fanns 15 kronohäkten kvar: Halmstad, Haparanda, Hudiksvall, Karlshamn, Luleå, Norrtälje, Nyköping, Sundsvall, Uddevalla, Umeå, Västervik, Visby, Ystad, Ängelholm och Östersund. I SFS 1946:395 (Instruktion för Fångvårdsstyrelsen och fångvårdsanstalterna) finns inte längre benämningen kronohäkte.